# Акема, Филимон Филимонович
Филимон Филимонович Акема (имя при рождении Тилеман Лус Акем; нидерл. Thielman Akkema или Thielemann Lukasz Akeman; род. до 1625 — ум. 1676) — нидерландский купец, рудопромышленник и заводчик, переселившийся в Россию при царе Михаиле Фёдоровиче вместе со своим зятем Петром (Питером) Марселисом. Занимался устройством железных заводов в России в XVII веке.

## Биография
Когда основатель тульских Городищенских заводов Андреас Виниус, строя заводы, нуждался в деньгах, Акема и Марселиус дали ему ссуду, а в 1637 году основали с ним товарищество, учредившее Тульские заводы. Тогда были выписаны из-за границы с большими издержками до 600 голландцев и литейщиков, мастеров молотового, шпажного и ружейного дела, ствольников, замочников, которые обязаны были учить этому делу русских. В 1644 году Акема и Марселиус получили отдельно от Виниуса царскую грамоту с разрешением строить заводы на реках Выге, Костроме и Шексне без платежа пошлин в течение 20 лет; они были обязаны изготовлять для казны пушки, ядра и котлы, проволоку и жесть, а также обучать этому делу русских; избыток своего производства они могли продавать и вывозить за границу. Виниус, видя в Акеме и Марселиусе конкурентов, сделал на них донос; о «многих неправдах» их было сообщено голландскому правительству, которое сначала не признавало их голландцами и не вмешивалось в это дело, но впоследствии хлопотало за них через посла Альберта Бурга. Датский король Кристиан IV писал о них царю Алексею Михайловичу.
В 1648 году им были отданы Городищенские заводы, отобранные у Виниуса, — вероятно, по окончании срока аренды; Акема и Марселиус обещали сделать большие уступки в ценах изделий с этих заводов. В 1656 году им было разрешено построить Угодский железный завод под Калугой. Они же взяли в аренду у боярина Ильи Даниловича Милославского Протвенский железоделательный завод на реке Протве, в 90 вёрстах (95 км) от Москвы по калужской дороге; тогда же ими были построены на реке Скниге в Тульской губернии молотовые фабрики при 4 плотинах. В 1662 году у Марселиуса за его вину была отнята половина его заводов, а Акема остался при своей половине.
В 1664 году по этому поводу сделано было более точное распределение заводов: Тульские, Каширские и Коломенская волость были взяты в казённое управление, а Протвенский, Угодский и Вытегородская волость оставлены за Акемой. У Акемы не было сыновей, поэтому после его смерти Истенские и Поротовские заводы перешли сначала к его племяннику Филимону Елисеевичу Акеме, а затем к сыну последнего Ивану Филимоновичу; некоторые заводы отошли к его родственнику Вахрамею Петровичу Меллеру.